# Antoine Seilern und Aspang
Antoine Edward Graf von Seilern und Aspang, auch bekannt als Antoine Seilern, selten Anton Seilern (* 17. September 1901 in Farnham, Surrey; † 6. Juli 1978 in London) war ein österreichisch-britischer Kunsthistoriker und Kunstsammler.

## Leben
Antoine Edward Graf von Seilern und Aspang war der jüngste von drei Söhnen des österreichischen Grafen Carl von Seilern und Aspang (1866–1940) und der amerikanischen Erbin Antoinette Woerishoffer (1875–1901). Diese war eine Tochter des aus Gelnhausen stammenden und nach Amerika ausgewanderten Finanziers Charles Frederick Woerishoffer, eines der erfolgreichsten Börsenspekulanten an der Wall Street, und der Anna Woerishoffer (1850–1931), jüngster Tochter der deutsch-amerikanischen Zeitungsverlegerin Anna Ottendorfer.
1910 kam er aus England nach Wien. In der Republik Österreich verlor er 1919 durch das Adelsaufhebungsgesetz das Recht auf den adligen Namensbestandteil. Ab 1933 studierte Seilern Kunstgeschichte an der Universität Wien.

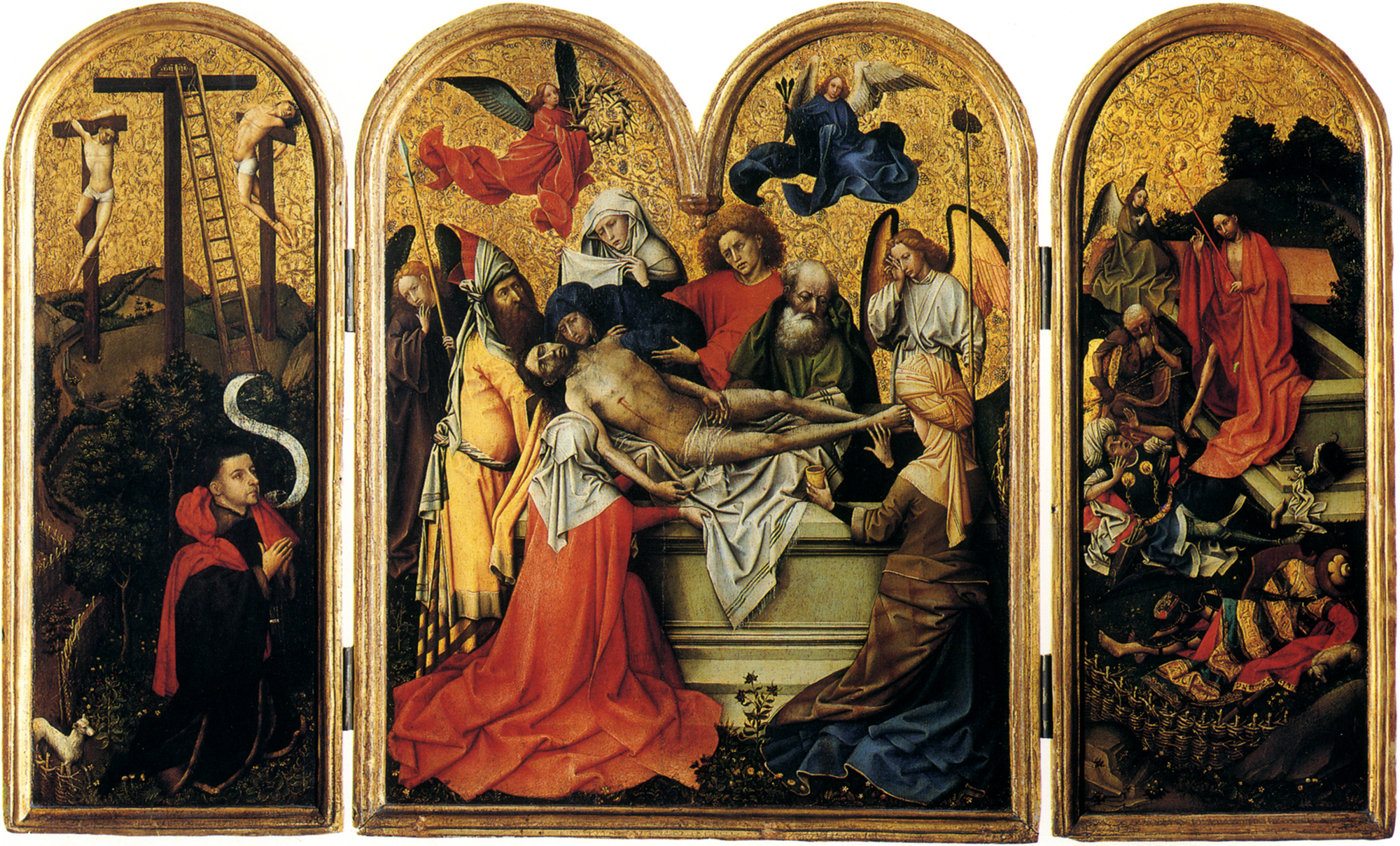
Triptychon von Robert Campin, 1415 (sogen. Seilern-Triptychon aus seiner Sammlung)

Seine Sammlung von Kunstwerken war in der Zwischenkriegszeit berühmt geworden, er lebte in Wien am Brahmsplatz 1. Nach dem „Anschluss“ Österreichs 1938 an das nationalsozialistische Deutschland emigrierte Seilern im Jahr 1939 nach London.
Seine Kunstsammlung, die über 120 Gemälde und auch Zeichnungen umfasste, stiftete er dem Courtauld Institute of Art. Sie ist bekannt als The Princes Gate Collection, benannt nach der Londoner Adresse der Residenz Seilerns. 
Im Jahre 2010 kuratierte Stephanie Buck in der Courtauld Gallery die Ausstellung Michelangelo’s Dream. Die Ausstellung basierte auf der Zeichnung Michelangelos Il sogno oder Der Traum vom menschlichen Leben aus dem Jahre 1533, die Teil der Schenkung war. Weitere Zeichnungen Michelangelos, die dieser seinem Schüler Tommaso de’ Cavalieri geschenkt hatte, wurden aus anderen Museen in dieser Ausstellung zusammengeführt.
Ein bedeutendes Kunstwerk, das Seilern selbst in Auftrag gab, war Prometheus von Oskar Kokoschka.

## Ausstellungskatalog
- Stephanie Buck: Michelangelo’s Dream, Courtauld Gallery 2010; University of Washington Press 2010, ISBN 9781907372025.